# Feuer über Deutschland

Logo der DVD-Reihe

Feuer über Deutschland ist eine bis jetzt dreiteilige deutsche DVD-Serie, in der bekannte deutsche Rapper und ihre Crews in Battles gegeneinander antreten.

## Geschichte
Es handelt sich bei den DVDs um gefilmte Battles mehrerer Rapper und ihrer Crews. Die einzelnen Rapper trugen dabei vor allem geschriebene Texte vor und weniger Freestyle, wie es gemeinhin üblich ist. Die Texte wurden a cappella, das heißt ohne musikalische Begleitung vorgetragen. Dabei wurden jeweils verschiedene Locations für jede DVD gewählt. Einige Rapper waren schon vor den DVD bekannt, andere allerdings wurden erst durch die DVD in das Licht der Rap-Öffentlichkeit gerückt.

### Feuer über Deutschland 1

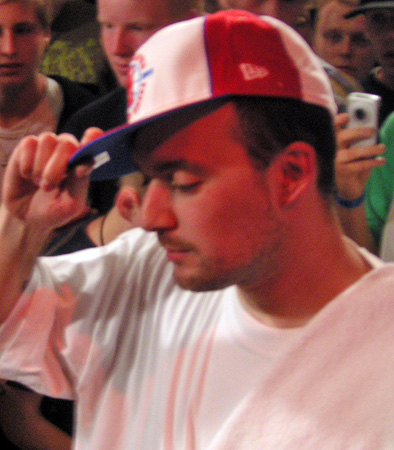
Kool Savas, Moderator des ersten Teils

Die erste Folge erschien 2006 und wurde von Sebastian Yurtseven, den Gründer von Out4Fame Entertainment gemeinsam mit Kool Savas, der auch Moderator war, veröffentlicht. Stil und Art des Wettkampfs lehnen sich an US-amerikanische Formate ähnlicher Prägung an, die vor allem durch den Film 8 Mile auch in Deutschland populär wurden, aber schon zu Royal-Bunker-Zeiten beziehungsweise bei Rap am Mittwoch ein Teil der deutschen Szene waren. Die CD enthält etwa zwei Stunden Material. Eine Audio-CD mit ausgewählten Tracks wurde ebenfalls beigelegt.
- Big Derill Mack
- Boba Fettt
- Casper
- Favorite
- Franky Kubrick
- Kaas
- Animus
- Maddest
- Maeckes
- Pillath
- Plan B
- Shiml
- Timi Hendrix
- Tua

### Feuer über Deutschland 2
Der zweite Teil erschien 2007. Moderator war Snaga, nachdem sich Kool Savas mit Out4Fame über die weitere Ausrichtung der DVD-Reihe zerstritten hatte. Auftrittsort war das Kino Alte Gloria in Hagen. Der zweite Teil erschien auf zwei DVDs, wobei DVD 1 Solo- und DVD 2 Team-Battles enthält.
- Fard
- Laas Unltd.
- Liquit Walker
- Manuellsen
- Mädness
- Morlockk Dilemma
- Olli Banjo
- Pillath
- Sandy Solo
- Maddest
- Marteria

### Feuer über Deutschland 3
Der dritte Teil der Serie erschien 2008 und wurde von Marcus Staiger, Rap-Journalist und früherer Labelboss von Royal Bunker, moderiert. Die Veranstaltung fand in der börse in Wuppertal statt. Während die ersten beiden Teile direkt im Publikum mitgeschnitten wurden, fanden die Battles diesmal in einem Boxring statt. Die Doppel-DVD enthält sieben Stunden Videomaterial. Insgesamt traten 100 Rapper in etwa 20 Battles gegeneinander an.
- 257ers
- Creme Fresh
- Blood Spencore
- Das Bo
- Dra-Q
- Fard
- Hammer & Zirkel
- Liquit Walker
- Maddest
- Mike Fiction
- Morlockk Dilemma